# Discografia di Saweetie
La discografia di Saweetie, rapper statunitense, comprende tre EP e oltre venti singoli, di cui 12 incisi in collaborazione con altri artisti.

## Extended play
| Anno                                                                                     | Titolo e dettagli | Classifiche |
| Anno                                                                                     | Titolo e dettagli | USA         |
| ---------------------------------------------------------------------------------------- | --- | ----------- |
| 2018                                                                                     | High Maintenance - Pubblicato: 16 marzo 2018 - Etichetta: Warner, Artistry - Formati: CD, download digitale, streaming              | —           |
| 2019                                                                                     | Icy - Pubblicato: 29 marzo 2019 - Etichetta: Warner, Artistry - Formati: Download digitale, streaming                               | 85          |
| 2021                                                                                     | Pretty Summer Playlist: Season 1 - Pubblicato: 16 aprile 2021 - Etichetta: Warner, Artistry - Formati: Download digitale, streaming | —           |
| "—" indica che l'opera non si è classificata o che non è stata pubblicata in quel paese. | |             |

## Singoli

### Come artista principale
| Anno                                                                                     | Titolo                                                      | Classifiche | Classifiche | Classifiche | Classifiche | Classifiche | Classifiche | Classifiche | Classifiche | Classifiche | Classifiche | Certificazioni                                                 | Album di provenienza     |
| Anno                                                                                     | Titolo                                                      | USA         | USA R&B     | USA Rap     | AUS         | CAN         | GER         | IRE         | NZL         | SWI         | UK          | Certificazioni                                                 | Album di provenienza     |
| ---------------------------------------------------------------------------------------- | ----------------------------------------------------------- | ----------- | ----------- | ----------- | ----------- | ----------- | ----------- | ----------- | ----------- | ----------- | ----------- | -------------------------------------------------------------- | ------------------------ |
| 2017                                                                                     | Icy Grl (solo o feat. Kehlani)                              | 106         | —           | —           | —           | —           | —           | —           | —           | —           | —           | - USA: Platino - CAN: Platino                                  | High Maintenance         |
| 2018                                                                                     | Up Now (con London on da Track feat. G-Eazy e Rich the Kid) | —           | —           | —           | —           | —           | —           | —           | —           | —           | —           |                                                                | /                        |
| 2019                                                                                     | My Type                                                     | 21          | 10          | 8           | —           | 76          | —           | —           | —           | —           | —           | - USA: Platino (3) - AUS: Oro - CAN: Platino                   | Icy                      |
| 2019                                                                                     | Bitch from da Souf (Remix) (con Mulatto e Trina)            | 95          | —           | —           | —           | —           | —           | —           | —           | —           | —           |                                                                | Queen of da Souf         |
| 2020                                                                                     | Sway with Me (con Galxara)                                  | —           | —           | —           | —           | —           | —           | —           | —           | —           | —           |                                                                | Birds of Prey: The Album |
| 2020                                                                                     | Tap In                                                      | 20          | 9           | 8           | 37          | 46          | —           | 35          | 38          | —           | 38          | - USA: Platino - CAN: Platino (2) - UK: Argento                | /                        |
| 2020                                                                                     | Bussin 2.0 (con Tay Money)                                  | —           | —           | —           | —           | —           | —           | —           | —           | —           | —           |                                                                | Blockedt                 |
| 2020                                                                                     | Money Mouf (con Tyga e YG)                                  | —           | —           | —           | —           | —           | —           | —           | —           | —           | —           |                                                                | /                        |
| 2020                                                                                     | Back to the Streets (feat. Jhené Aiko)                      | 58          | 21          | 16          | —           | —           | —           | —           | —           | —           | —           |                                                                | /                        |
| 2021                                                                                     | Best Friend (feat. Doja Cat e/o Katja Krasavice)            | 14          | 7           | 6           | 35          | 40          | 1           | 36          | 39          | 96          | 35          | - USA: Platino (2) - AUS: Oro - CAN: Platino (3) - UK: Argento | /                        |
| 2021                                                                                     | Fast (Motion)                                               | 124         | —           | —           | —           | —           | —           | —           | —           | —           | —           |                                                                | /                        |
| 2022                                                                                     | Closer (feat. H.E.R.)                                       | 89          | —           | —           | —           | —           | —           | —           | —           | —           | —           |                                                                | /                        |
| "—" indica che l'opera non si è classificata o che non è stata pubblicata in quel paese. |                                                             |             |             |             |             |             |             |             |             |             |             |                                                                |                          |

### Come artista ospite
| Anno                                                                                     | Titolo                                                        | Classifiche | Classifiche | Classifiche | Classifiche | Classifiche | Classifiche | Album di provenienza             |
| Anno                                                                                     | Titolo                                                        | AUS         | CAN         | GER         | IRE         | SWI         | UK          | Album di provenienza             |
| ---------------------------------------------------------------------------------------- | ------------------------------------------------------------- | ----------- | ----------- | ----------- | ----------- | ----------- | ----------- | -------------------------------- |
| 2018                                                                                     | You Come First (Zak Abel feat. Saweetie)                      | —           | —           | —           | —           | —           | —           | /                                |
| 2018                                                                                     | Body (Glowie feat. Saweetie)                                  | —           | —           | —           | —           | —           | —           | /                                |
| 2019                                                                                     | Yuso (Kid Ink feat. Lil Wayne e Saweetie)                     | —           | —           | —           | —           | —           | —           | Missed Calls                     |
| 2019                                                                                     | Can't Do It (Loren Gray feat. Saweetie)                       | —           | —           | —           | —           | —           | —           | /                                |
| 2019                                                                                     | No L's (Hit-Boy feat. Saweetie)                               | —           | —           | —           | —           | —           | —           | /                                |
| 2019                                                                                     | Baila Conmigo (Yellow Claw feat. Saweetie, Inna e Jenn Morel) | —           | —           | —           | —           | —           | —           | Never Dies                       |
| 2019                                                                                     | Triggered (Dance Mix) (Jhené Aiko feat. Saweetie)             | —           | —           | —           | —           | —           | —           | /                                |
| 2020                                                                                     | Kings & Queens, Pt. 2 (Ava Max feat. Lauv & Saweetie)         | —           | —           | —           | —           | —           | —           | /                                |
| 2021                                                                                     | Slow Clap (Gwen Stefani feat. Saweetie)                       | —           | —           | —           | —           | —           | —           | TBA                              |
| 2021                                                                                     | Confetti (Remix) (Little Mix feat. Saweetie)                  | —           | —           | —           | —           | —           | —           | /                                |
| 2021                                                                                     | Talkin' Bout (Loui feat. Saweetie)                            | —           | —           | —           | —           | —           | —           | Pretty Summer Playlist: Season 1 |
| 2021                                                                                     | Hit It (The Black Eyed Peas feat. Saweetie e Lele Pons)       | —           | —           | —           | —           | —           | —           | /                                |
| 2021                                                                                     | Out Out (Joel Corry e Jax Jones feat. Charli XCX e Saweetie)  | 31          | 69          | 20          | 2           | 32          | 6           | /                                |
| 2021                                                                                     | Faking Love (Anitta feat. Saweetie)                           | —           | —           | —           | —           | —           | —           | Girl from Rio                    |
| 2021                                                                                     | Handstand (French Montana feat. Saweetie e Doja Cat)          | —           | —           | —           | —           | —           | —           | They Got Amnesia                 |
| "—" indica che l'opera non si è classificata o che non è stata pubblicata in quel paese. |                                                               |             |             |             |             |             |             |                                  |

### Singoli promozionali
| Anno | Titolo                         | Album di provenienza             |
| ---- | ------------------------------ | -------------------------------- |
| 2018 | Pissed                         | /                                |
| 2020 | Pretty Bitch Freestyle         | /                                |
| 2021 | Risky (feat. Drakeo the Ruler) | Pretty Summer Playlist: Season 1 |
| 2021 | Get It Girl                    | Insecure                         |
| 2021 | Icy Chain                      | Icy Season                       |